# Oxford Brookes University
La Oxford Brookes University è un'università di Oxford in Inghilterra.

## Storia
La sua fondazione risale al 1865 quando si chiamava Oxford College of Art. Come la maggior parte delle scuole politecniche d'Inghilterra, nel 1992 divenne università statale. Ha preso il nome da John Henry Brookes, suo fondatore e direttore dal 1928 al 1956.

## Struttura
L'università è organizzata in quattro facoltà:
- economia aziendale
- salute e scienze della vita
- scienze umanistiche e sociali
- tecnologia, design e ambiente

### Campus
La Oxford Brookes University dispone di quattro campus:
- Headington: situato nella zona residenziale di Oxford, a 1,5 km dal centro della città, costituito dal sito di Gipsy Lane, principale sito dei corsi, accanto al sito di Headington Hill, dove si trova l'ufficio degli studenti[1] e l'Istituto Confucio. A Headington c'é la maggior parte dei dipartimenti: economia e management, architettura, arte, letteratura, storia, biologia, sociologia, politica.
- Harcourt Hill: ad ovest di Oxford, a 4 km dal centro, ospita i dipartimenti di media e comunicazione.
- Wheatley: situato poco fuori Oxford, à 10 km a sud-est del centro. Vi si trovano i dipartimenti, informatica, matematica e ingegneria.
- Swindon: situato a sud ovest di Oxford, ospita i programmi di Healthcare

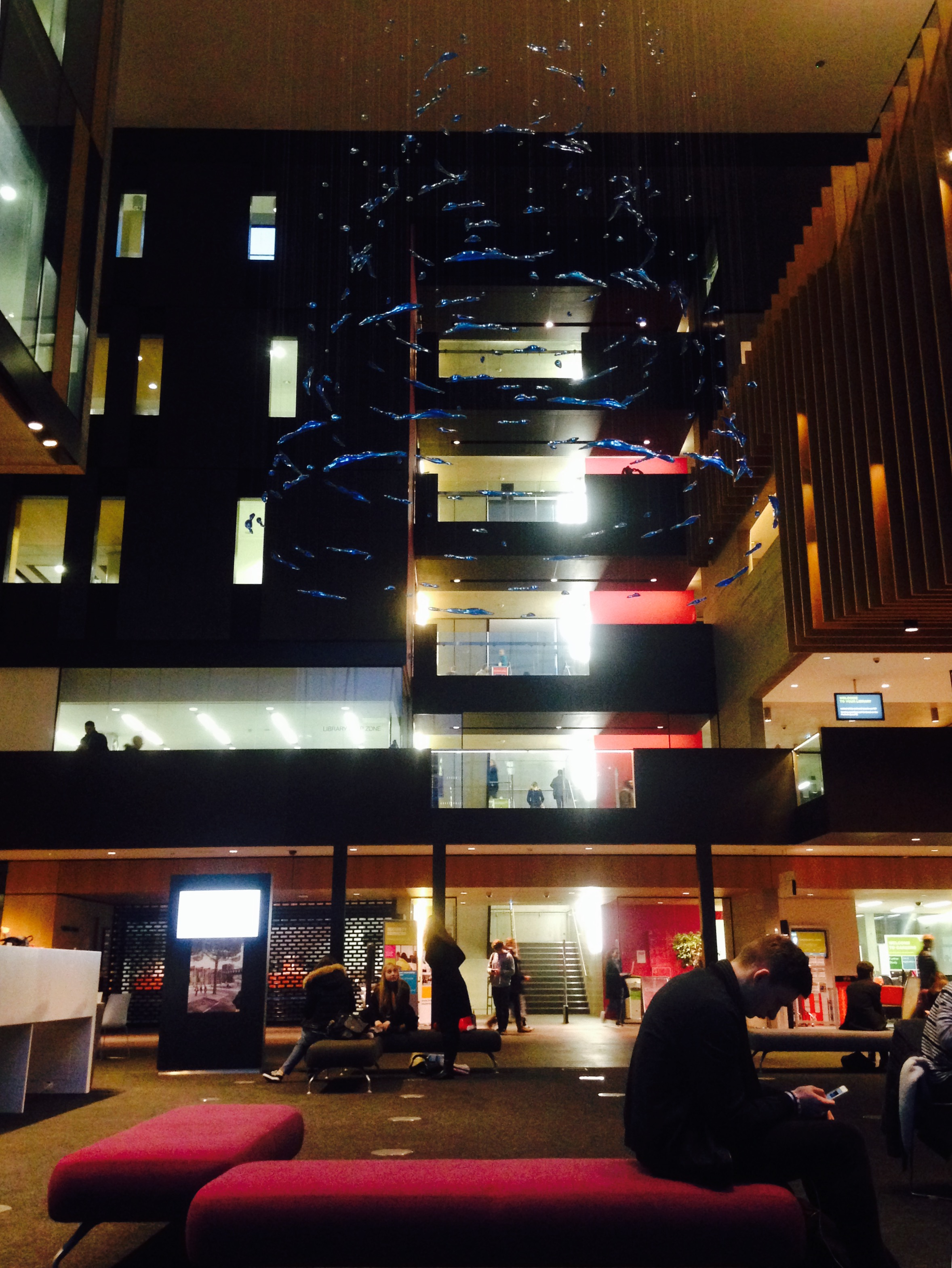
John Henry Brookes Forum

Gipsy Lane campus

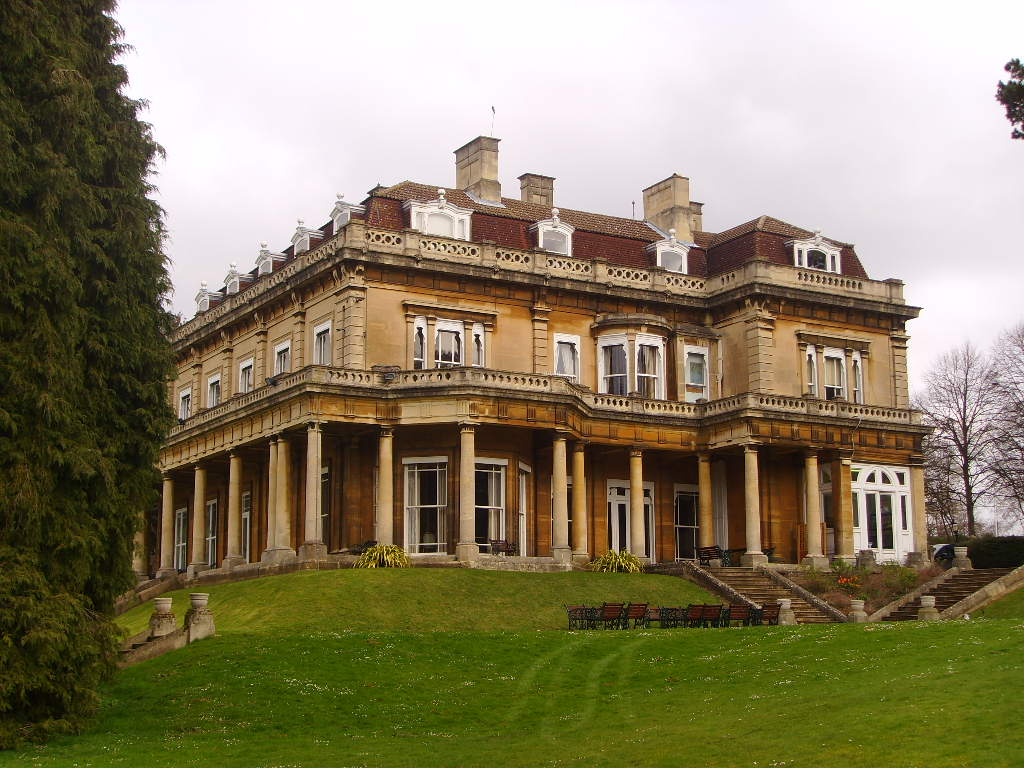
Headington Hill campus

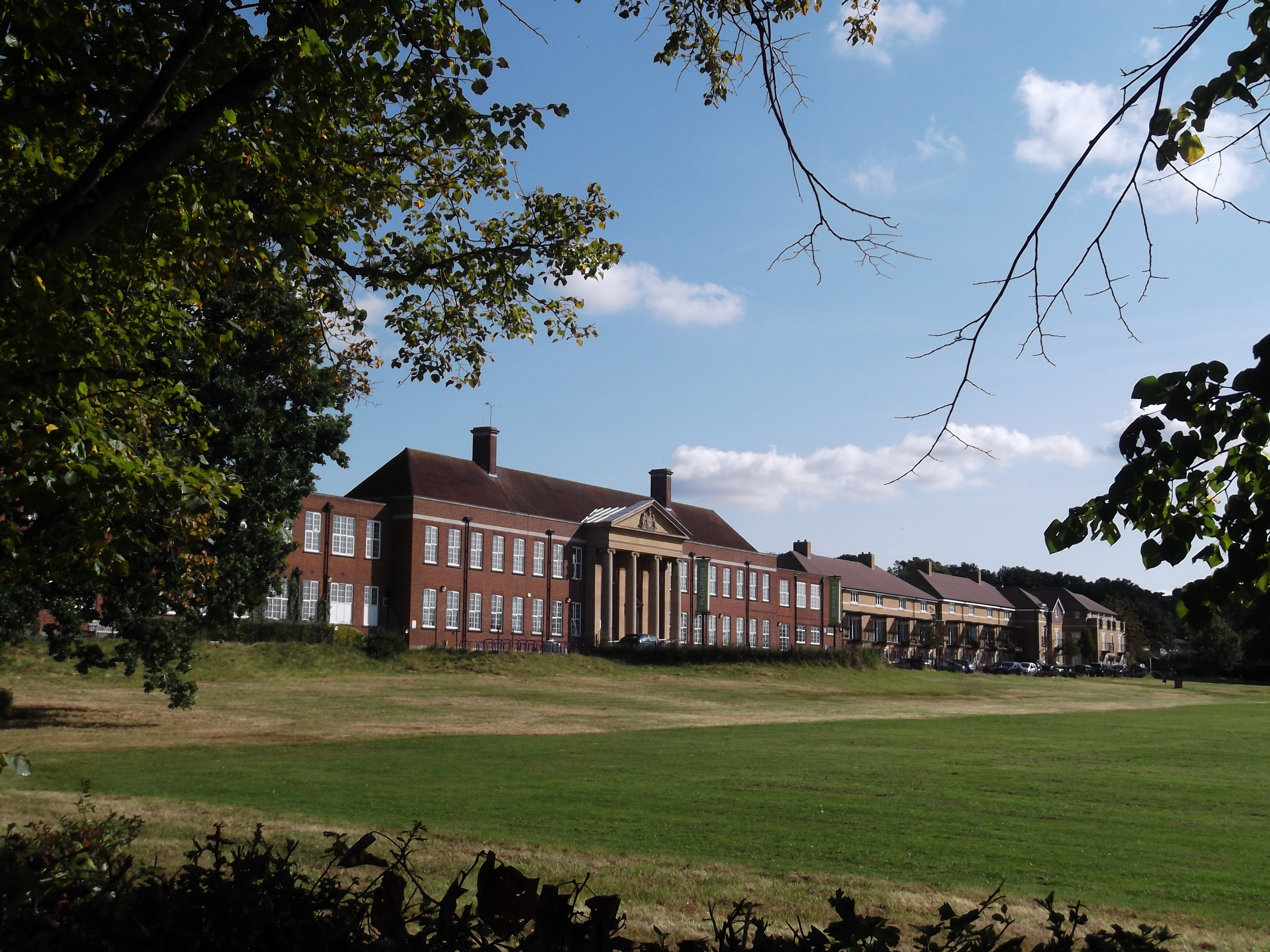
Marston road campus

## Presidenti
- John Henry Brookes (1928-1956)
- Baroness Kennedy (1994-2001)
- Jon Snow (2001-2008)
- Shami Chakrabarti (2008-2015)
- Dame Katherine Grainger (dal 2015)

## Rettori
- Clive Booth (1992-1997)
- Graham Upton (1997-2007)
- Janet Beer (2007-2015)
- Alistair Fitt (dal 2015)